# Paolo Melodia
Paolo Melodia (Napoli, 28 febbraio 1899 – Roma, 15 dicembre 1983) è stato un militare italiano.
Ufficiale superiore della Regia Marina durante la seconda guerra mondiale, è ricordato per il suo ruolo di comandante dei cacciatorpediniere Antonio Pigafetta e Corazziere e relative squadriglie caccia, durante la battaglia dei convogli tra Italia e Africa Settentrionale (1940-1942) e dell'incrociatore pesante Gorizia (1942-1943), azioni dove ottenne una medaglia d'argento e tre di bronzo al valor militare. Nominato anche cavaliere dell'Ordine della corona d'Italia e dei santi Maurizio e Lazzaro (1937).

## Biografia
Il barone Paolo Melodia, figlio di Nicola e di Concetta Filo dei Conti di Torre di Santa Susanna, entrò nell'Accademia navale di Livorno giovanissimo, ottenendo il grado di guardiamarina in servizio permanente il 26 aprile 1916. Ebbe quindi vari incarichi a bordo e a terra, tra i quali, da tenente di vascello nel 1925, aiutante di bandiera del comandante del Dipartimento Mar Jonio e basso Adriatico a Taranto, ottenendo infine il grado di capitano di fregata del Ruolo Comando Navale il 13 luglio 1934.
Promosso capitano di vascello nel 1940, all'entrata in guerra del Regno d'Italia (giugno 1940) si trovava a disposizione a Taranto per ottenere il 27 giugno il comando della XV squadriglia cacciatorpediniere (Pigafetta), sostituendo il parigrado Enrico Baroni, destinato al comando della II squadriglia (Espero).
Il 27 novembre 1940, sbarco' dal cacciatorpediniere Antonio Pigafetta per raggiungere incarichi speciali al Ministero della Marina a Roma e dal settembre 1941, assunse il comando del caccia Corazziere e della XII squadriglia cacciatorpediniere, impegnata nelle numerose, delicate missioni di squadra e di scorta ai convogli per la Libia in acque fortemente insidiate dal nemico. Conservo' il comando del Corazziere sino al gennaio 1942, anche dopo il grave sinistro occorsogli per collisone con il similare Granatiere la mattina del 18 dicembre 1941 nel Mar Jonio, quando fu immesso in bacino a Taranto per le lunghe riparazioni.
Passo' quindi al comando dell'incrociatore pesante Gorizia dal 1 marzo 1942 al 30 maggio 1943, unita' di bandiera della III divisione navale (ammiraglio Angelo Parona), seguendo tutte le fasi della guerra e partecipando agli scontri della seconda Sirte, mezzo giugno e mezz'agosto 1942. Trasferitosi con il resto della divisione da Messina a La Maddalena nel dicembre 1942, vi rimase operativo sino al 10 aprile 1943, quando, mentre era ancorato nella rada di Mezzoschifo, fu gravemente danneggiato da un'incursione aerea americana che affondo' invece l'incorciatore Trieste.
Rimorchiato a Genova l'incrociatore Gorizia fu immesso a vaste riparazioni (che non furono terminate prima dell'armistizio) e Melodia cedette il comando dal 31 maggio per rimanere a disposizione.
Dopo la guerra si dimise dalla Marina quale contrammiraglio della riserva e ottenne l'incarico di presidente della fondazione Famiglia Piccolo di Calanovella (ME) dal 1973 fino al 1983, anno della sua morte.